# Pyrenese ezel

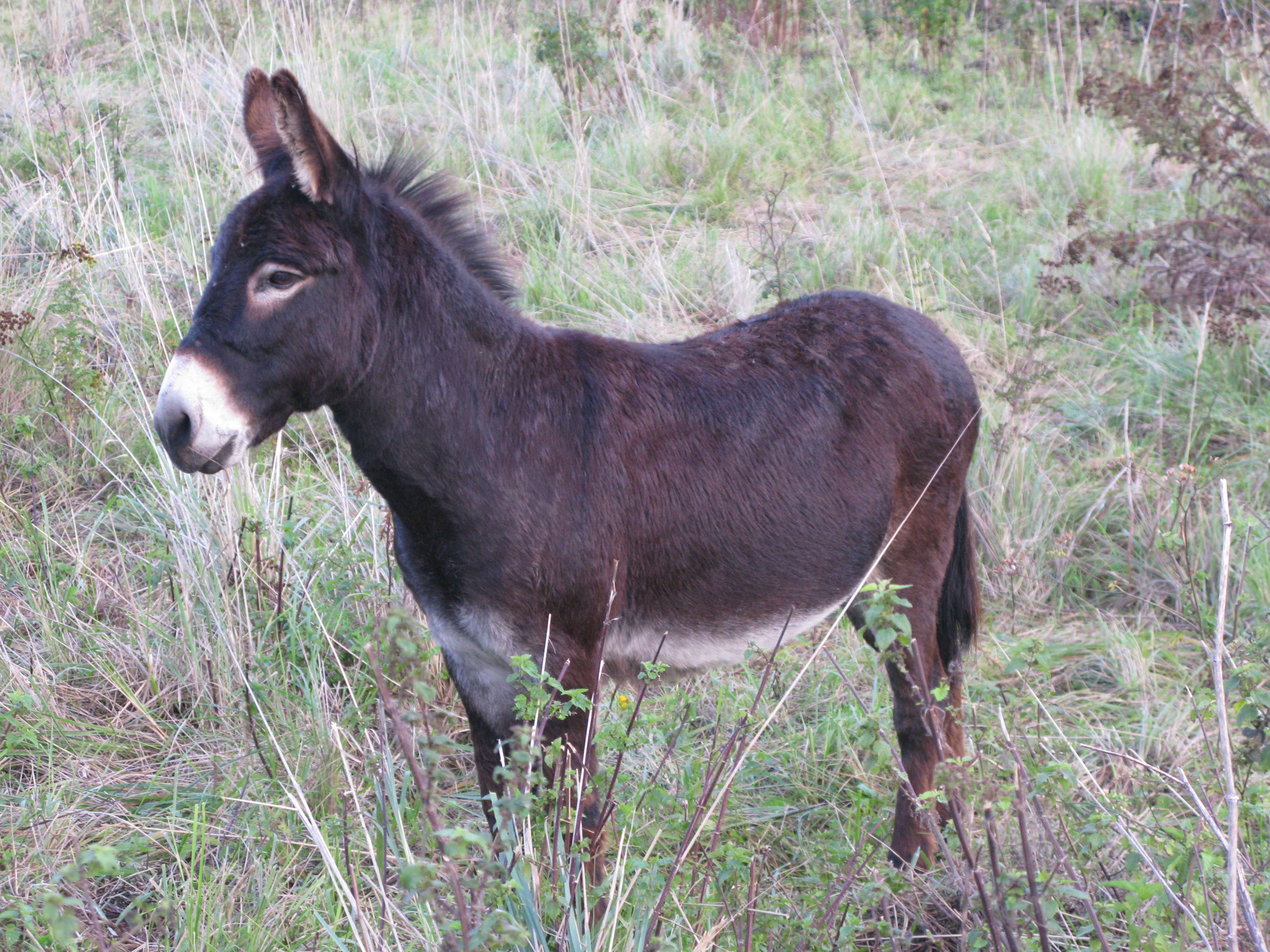

De Pyrenese ezel is een vrij grote, zwarte ezel. De jongere dieren hebben een langere vacht die op oudere leeftijd korter wordt.

## Geschiedenis
Het ras komt uit de Pyreneeën in Frankrijk. De Pyrenese ezel werd vroeger ingezet als last- en trekdier. Ook werd het ras gebruikt om muildieren mee te fokken. In 1994 is de vereniging voor de Pyrenese ezel ontstaan.

## Exterieur
De stokmaat van dit ras is tussen de 1,25 en de 1,45 meter (de merries zijn kleiner dan de hengsten). De vacht van de Pyrenese ezel is zwart in verschillende tinten (de zomervacht is diepzwart, de wintervacht neigt meer naar donkerbruin). De jongere dieren hebben een wat langere vacht, die op latere leeftijd kort wordt.
De ezel heeft grijswitte kringen om de ogen en ook de neus is grijswit, net als de onderzijde van de buik en de binnenkant van de achterbenen.
De oren zijn lang en smal en de ezel heeft vaak een beetje een ramsneus.

## Karakter
De Pyrenese ezel is een sterk dier dat graag wil werken. De ezels zijn vriendelijk en doortastend.

## Gebruik
Tegenwoordig wordt de Pyrenese ezel vooral gebruikt als trekdier voor toeristische trektochten. Vroeger werd hij ingezet in de muildierfokkerij en als lastdier.
Abessijnse ezel ·
Albanese ezel ·
Algerijn ·
Amerikaanse mini-ezel ·
Amiata ·
Anatolische ezel ·
Andalusische ezel ·
Ane Gascogne ·
Arcadische ezel ·
Argentato di Sologno ·
Asinara ·
Asino Sardo ·
Asno Balear ·
Asno de las Encartaciones ·
Balkan ezel ·
Barockesel ·
Bourbonnais ·
Bulgaarse ezel ·
Burro ·
Castel Morrone ·
Catalaanse ezel ·
Corsicaanse ezel ·
Cotentin ·
Cyprus ezel ·
Dwergezel ·
Ellinikon ·
Fariñeiro ·
Graciosa ·
Grand Noir du Berry ·
Grigio Siciliano ·
Herzegovijnse ezel ·
Huisezel ·
Ierse ezel ·
Indische wilde ezel ·
Istarski Magarac ·
Karakacan ·
Kiang ·
L'Âne de L'Ile de Ré ·
Majorera ezel ·
Mallorcaanse ezel ·
Maltese ezel ·
Mammoth Jackstock ·
Martina Franca ·
Merzifon ·
Mirandese ezel ·
Mongoolse wilde ezel ·
Muildier/muilezel ·
Mula ·
Normandische ezel ·
Nubische wilde ezel ·
Onager ·
Pantelleria ·
Parlagi Szamár ·
Pantesco ·
Pega ·
Poitou-ezel ·
Ponui ·
Primorsko Dinarski Magarac ·
Provençaalse ezel ·
Pyrenese ezel ·
Ragusa ·
Romagnolo ·
Sardijnse ezel ·
Sjeverno-Jadranski Magarac ·
Somalische wilde ezel ·
Spotted donkey ·
Standard donkey ·
Thüringer Waldesel ·
Verbeterde Hongaarse ezel ·
Viterbese ·
Waalse ezel ·
Wilde ezel ·
Zamorano-Leonés ·
Zweedse ezel